# Microtegeus asiaticus
Microtegeus asiaticus är en kvalsterart som beskrevs av Aoki och Yamamoto 2000. Microtegeus asiaticus ingår i släktet Microtegeus och familjen Microtegeidae. Inga underarter finns listade i Catalogue of Life.